# 五一路站 (昆明市)
五一路站是昆明地铁3号线与5号线的地铁车站，是一个换乘站，位于中华人民共和国云南省昆明市五华区东风西路与五一路交叉口，3号线车站于2017年8月29日开通，5号线车站于2022年6月29日开通。

## 车站结构
五一路站位于东风西路与五一路交叉口，3号线车站沿东风西路设置，呈东西走向，为地下三层岛式站台车站，车站长144米，标准段宽23.3米，车站地下一层为站厅层，地下二层为设备层，地下三层为站台层，站台设置全高站台门。5号线车站沿五一路设置，大致呈南北走向，为地下四层岛式站台车站，车站长131.3米，车站地下一层为预留商业层，地下二层为站厅层，地下三层为设备层，地下四层为站台层，站台设置全高站台门。两线采用通道换乘形式，换乘通道连接3号线站厅西北侧与5号线站厅东侧。
|                   |  | █ 3号线往西山公园（潘家湾）     |
| 島式 · 開左邊车门 |  |                                 |
|                   |  | █ 3号线往东部汽车站（东风广场） |

|                   |  | █ 5号线往宝丰（弥勒寺）     |
| 島式 · 開左邊车门 |  |                             |
|                   |  | █ 5号线往世博园（华山西路） |

## 出入口
五一路站共有6个出入口，其中A-C出入口连通3号线站厅，D-F出入口连通5号线站厅，近B出入口设地下连通道连通昆明万象城，各出口及周围设施如下所示：
| 编号                  | 地点           | 建议前往的目的地                         | 照片           |
| 连通 3号线站厅        | 连通 3号线站厅 | 连通 3号线站厅                           | 连通 3号线站厅 |
| --------------------- | -------------- | ---------------------------------------- | -------------- |
| 出口 · A              | 东风西路       | 云南美术馆、艺术剧院、红旗小学、国防剧院 |                |
| 出口 · B              | 东风西路       | 明德民族中学、新月花园、顺城花园         |                |
| 出口 · C · 升降机标志 | 东风西路       | 云南省中医院、景星花园、中银大厦         |                |
| 连通 5号线站厅        |                |                                          |                |
| 出口 · D · 升降机标志 | 五一路         | 云南省中医院、公安厅机关宿舍             |                |
| 出口 · E              | 东风西路       |                                          |                |
| 出口 · F              | 景星街         | 景星珠宝世界                             |                |
| 註： 設有             |                |                                          |                |

## 车站特色
3号线车站为特色车站之一，概念主题为“古滇遗韵”，着重采用青铜元素，在车站天花板中心位置及柱头以藻井形式表达青铜纹样，并配有仿木质横梁，墙柱以白色搪瓷钢板装饰。

## 接驳交通

### 公交车
- 五一路地铁站D口：120路
- 南屏街西口：10路，82路，84路，116路，K13路
- 艺术剧院：5路，10路，26路，52路，66路，82路，84路，98路，116路，124路，207路，K13路，安宁K1路

## 车站历史
本站建设时期工程名为省博物馆站，开通前确定以五一路站作为车站正式名称。
- 2015年1月26日，3号线车站主体结构封顶[3]。
- 2017年8月29日，车站随3号线通车开通[1]。
- 2020年1月30日，受新冠疫情影响，车站暂停运营[7]。3月18日，车站恢复运营[8]。
- 2021年4月30日，5号线车站主体结构封顶[9]。
- 2022年6月29日，5号线通车，车站成为换乘车站[2]。